# Joseph de Hemptinne

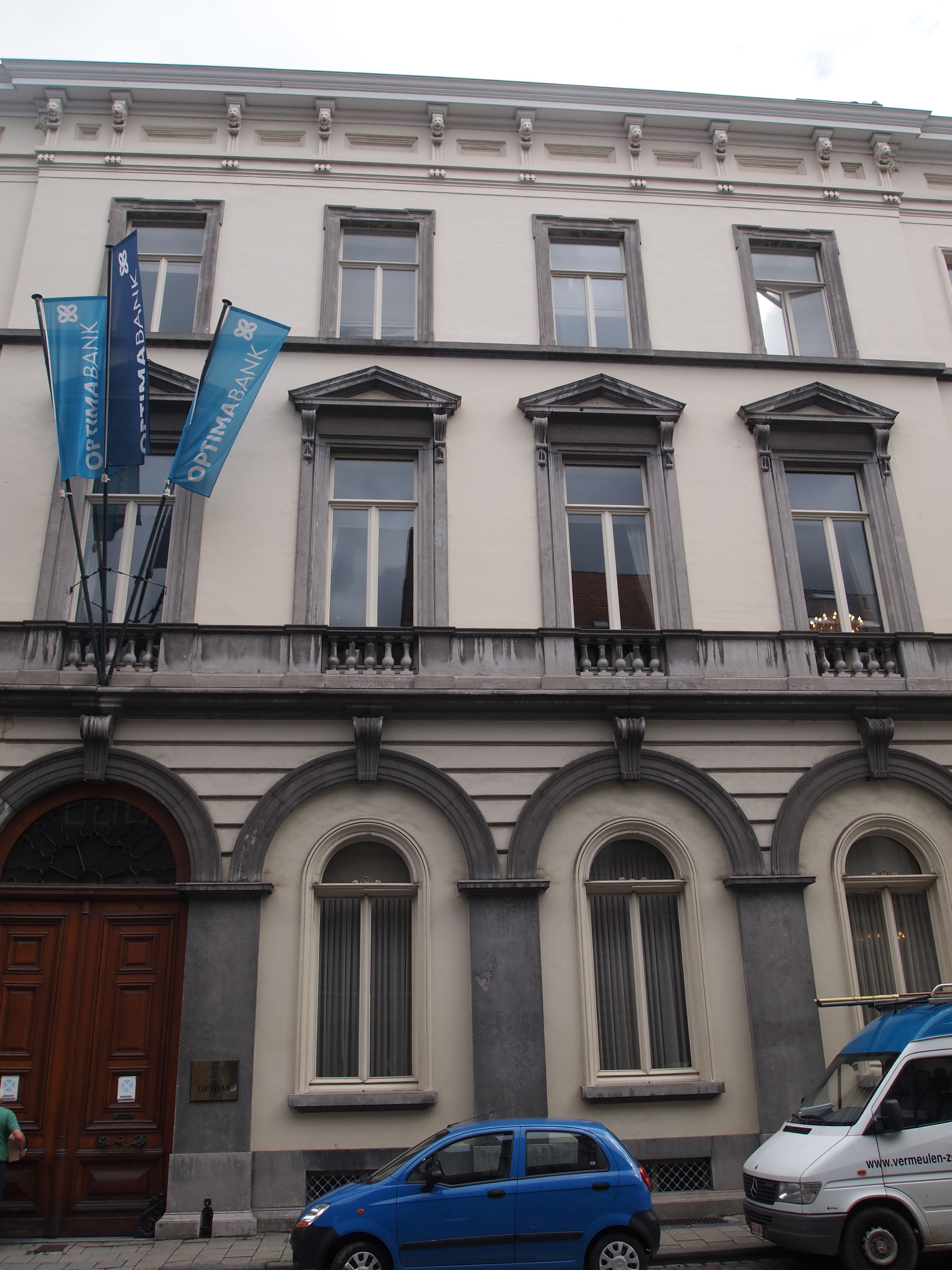
Het Huis Lousbergs-de Hemptinne in de Keizer Karelstraat was vanaf 1858 eigendom van en bewoond door Joseph de Hemptinne. Het was gebouwd ca. 1842-1848 in opdracht van Ferdinand Lousbergs en was sinds 1993 de hoofdzetel van de Optima Bank.

Joseph de Hemptinne (Gent, 28 juli 1822 - Gent, 25 januari 1909) was een textielfabrikant en een belangrijk mecenas voor de neogotische kunst in België. Hij was afkomstig uit het Waals-Brabantse geslacht De Hemptinne en de  zoon van de Gentse katoenfabrikant Félix-Joseph de Hemptinne en Henriette Lousbergs.

## Familie
Op 18 mei 1847 trouwde hij met Pauline Gonthyn (1825-1870), die bankiersdochter was. Het echtpaar kreeg acht kinderen: Marie (1848-1908), Félix (1848-1913), Paul (1851-1923), Joséphine (1853-1911), Louise (1856-1857), Joseph (1859-1942), Jean (1861-1934) en Agnes (1870-1948).
De kinderen kregen een katholieke opvoeding en drie van hen traden in het klooster: Marie trad in in de karmel te Oudenaarde, Félix werd benedictijn en Agnes benedictines. In navolging van het zogeheten Gaumisme (de thesis van Mgr. Gaume, waarbij de teksten uit de klassieke Oudheid dienden vermeden en vervangen door christelijke auteurs) werden auteurs als de klassieke filosofen gemeden in hun onderwijs.  Félix de Hemptinne werd later abt van de Abdij van Maredsous en primaat van de gehele orde van Benedictijnen vanaf 1893.
Joseph de Hemptinne werd in 1886 in de Belgische adel opgenomen, met de bij eerstgeboorte overdraagbare titel van graaf. Hij had al in 1873 de titel van pauselijk graaf ontvangen vanwege paus Leo XIII.

## Katholicisme
De Hemptinne was een overtuigd katholiek en bestreed het liberalisme en antiklerikalisme, dat het godsdienstonderwijs wilde verbieden tijdens de lesuren en elke gemeente wilde verplichten een officiële basisschool op te richten (cfr. Schoolstrijd).
Hij ondersteunde de Vincentiusverenigingen (Société de Saint-Vincent-de-Paul) en richtte tal van katholieke tijdschriften op, namelijk Le Bien Public, Le Catholique, Le Courrier de Bruxelles en La Croix. Binnen het katholicisme behoorde hij tot de stroming van het Ultramontanisme.
Vanaf 1866 onderhield hij nauwe contacten met de Romeinse Curie en, nadat de Kerkelijke Staat in 1870 gevallen was, werd hij permanent vertegenwoordiger van België in het Comité de Défense catholique.
Op sociaal gebied gedroeg Joseph zich sterk paternalistisch en moraliserend.

## Textielfabriek
In de plaats Beke, bij Waarschoot, richtte hij in 1881 een textielfabriek op. Daar bestond reeds een textielfabriek, in 1858 opgericht door de De Schepper. De Schepper was een liberaal en verplichtte zijn arbeiders hun kinderen naar de gemeentelijke overheidsscholen te sturen. Toen de liberale partij in 1878 de overwinning behaalde vroeg de pastoor van Waarschoot aan Joseph om een tegenwicht te bieden. Aldus geschiedde en naast "De Blauwe fabriek" verrees De Hemptinne's textielfabriek die in de volksmond al weldra "De Heilige Vader" zou worden genoemd. Met de plicht aan de werknemers om tweemaal daags te bidden en de jaarlijkse verplichte bedevaart naar Oostakker was dat niet ten onrechte.
De fabriek werd tijdens de Eerste Wereldoorlog ontmanteld, waarna ze herstartte. Ze ging echter failliet ten gevolge van de Beurskrach van 1929 en moest in 1931 fuseren met de S.A. Florida uit Gent, doch in 1934 sloot men voorgoed de poorten.